# Babacar Camara
Babacar Camara (Dakar, 15 ottobre 1981) è un ex cestista senegalese, professionista nella D-League.